# Liberty Park (Manhattan)
Der Liberty Park ist ein 4000 m² großer öffentlicher Park am World Trade Center in Manhattan, New York City. Er wurde am 29. Juni 2016 eröffnet.

## Beschreibung
Der Liberty Park liegt an der Südseite des World Trade Center-Komplexes in Lower Manhattan, getrennt durch die Liberty Street vom National September 11 Memorial and Museum. Der Baubeginn der Parkanlage fand 2013 mit der Fertigstellung des Daches des Vehicular Security Centers (VSC) des World Trade Centers, auf dem sich der Park befindet, statt. Das Vehicular Security Center ist ein sicherer Tunnel-Komplex für die Versorgung des gesamten WTC mit Tiefgarage für Besucher und Beschäftigte und wurde 2017 seiner Bestimmung übergeben. Für den Park wurden etwa 50 Millionen US-Dollar von der Hafenbehörde Port Authority of New York and New Jersey bereitgestellt. Am 16. August 2017 installierte die Hafenbehörde die Skulptur The Sphere im Park mit Blick auf seinen ursprünglichen Standort. Im östlichen Bereich des Parks befindet sich die St. Nicholas Greek Orthodox Church. Baubeginn der Kirche war 2014 mit einer symbolischen Grundsteinlegung, die Weihung findet am 6. Juli 2022 statt. Am westlichen Ende führt die eingehauste Fußgängerbrücke (Skybridge) „Liberty Street Bridge“ über die West Street zum Bürohochhaus 200 Liberty Street (früher One World Financial Center) im Bürokomplex Brookfield Place (bis 2014 World Financial Center) in Battery Park City.

## Monumente
Im Liberty Park befinden sich zwei Monumente mit Bezug auf die Terroranschläge vom 11. September 2001 auf das alte World Trade Center.

### The Sphere
The Sphere ist eine Bronzeskulptur des deutschen Bildhauers Fritz Koenig, die einst auf dem Austin J. Tobin Plaza zwischen den Zwillingstürmen stand. Nach den Anschlägen vom 11. September 2001 wurde sie beschädigt aus den Trümmern geborgen und am 11. März 2002 im Beisein von Fritz Koenig zunächst im Battery Park in der Nähe des Hope Garden wieder aufgestellt. Infolge der anstehenden Restaurierung des Battery Parks ab 2012 gab es beim Besitzer der Skulptur, der Hafenbehörde von New York und New Jersey (PANYNJ), die Überlegung, sie in den neuen Liberty Park zu platzieren. Es gab aber auch eine Bestrebung, die Skulptur in die Gedenkstätte National September 11 Memorial and Museum zu integrieren, was aber dort auf Widerstand stieß. Als der Liberty Park im Juni 2016 eröffnet wurde, war für den neuen Standort noch keine Entscheidung getroffen worden. Am 22. Juli 2016 stimmte die Hafenbehörde schließlich dafür, die Skulptur in den Liberty Park zu verlegen, was im August 2017 geschah. Am 6. September 2017 wurde The Sphere im Liberty Park mit Blick auf das neue World Trade Center enthüllt.

### America's Response Monument
Das America's Response Monument ist eine bronzene Reiterstatue mit 1,5-facher Körpergröße, die an die Spezialoperationen der United States special operations forces in den ersten Wochen des Afghanistan-Krieges (2001) infolge der Terroranschläge erinnert. Sie wurde 2003 vom Bildhauer Douwe Blumberg mit einer Größe von 48 cm entworfen und 2011 in einer 4,9 Meter hohen Version hergestellt. Die Statue wurde der Öffentlichkeit während der Veteran's Day Parade am 11. November 2011 in New York City enthüllt und in einer Zeremonie von Vizepräsident Joe Biden und Generalleutnant John Mulholland, Kommandeur des Special Operations Command der US-Armee und ehemaliger Kommandant der Task Force Dagger im Beisein von Soldaten, die das Special Operations Command der US-Armee repräsentierten, eingeweiht. Sie befand sich bis zur Fertigstellung des Parks vorübergehend in der „West Street Lobby“ im Bürohochhaus 200 Liberty Street. Am 13. September 2016 wurde die Statue im Liberty Park erneut eingeweiht.

## Galerie

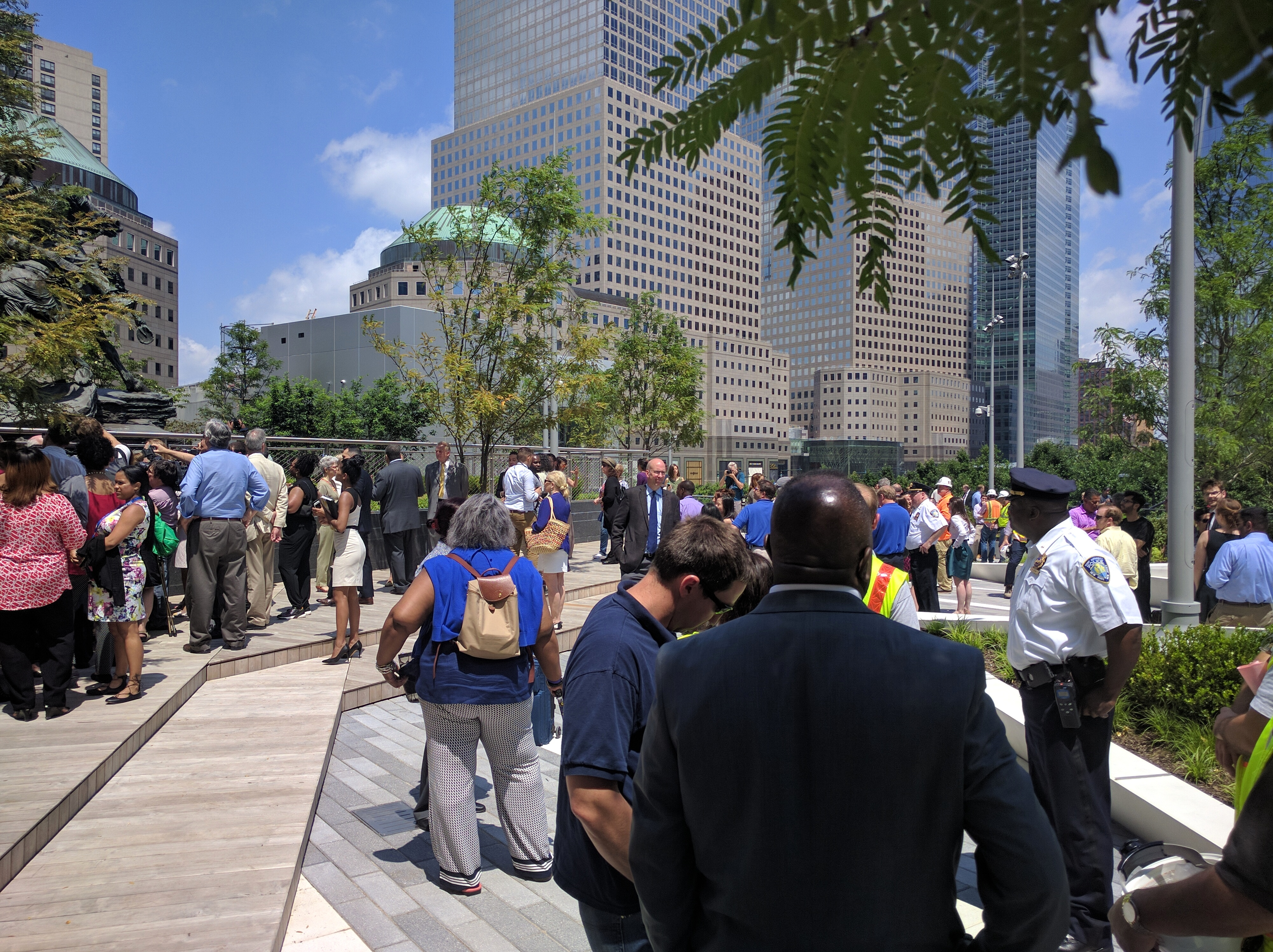
Der Park am Eröffnungstag
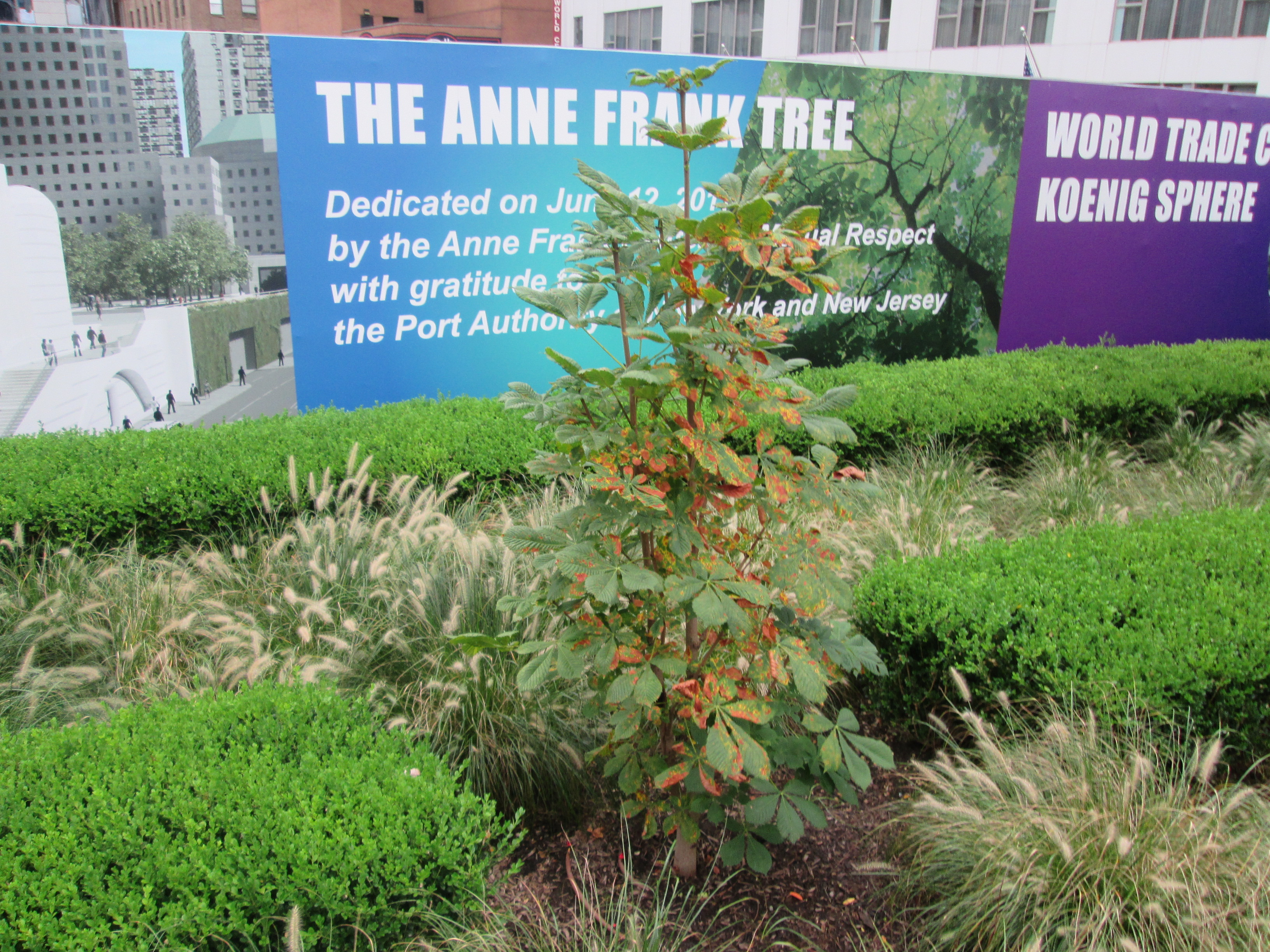
Anne Frank Baum
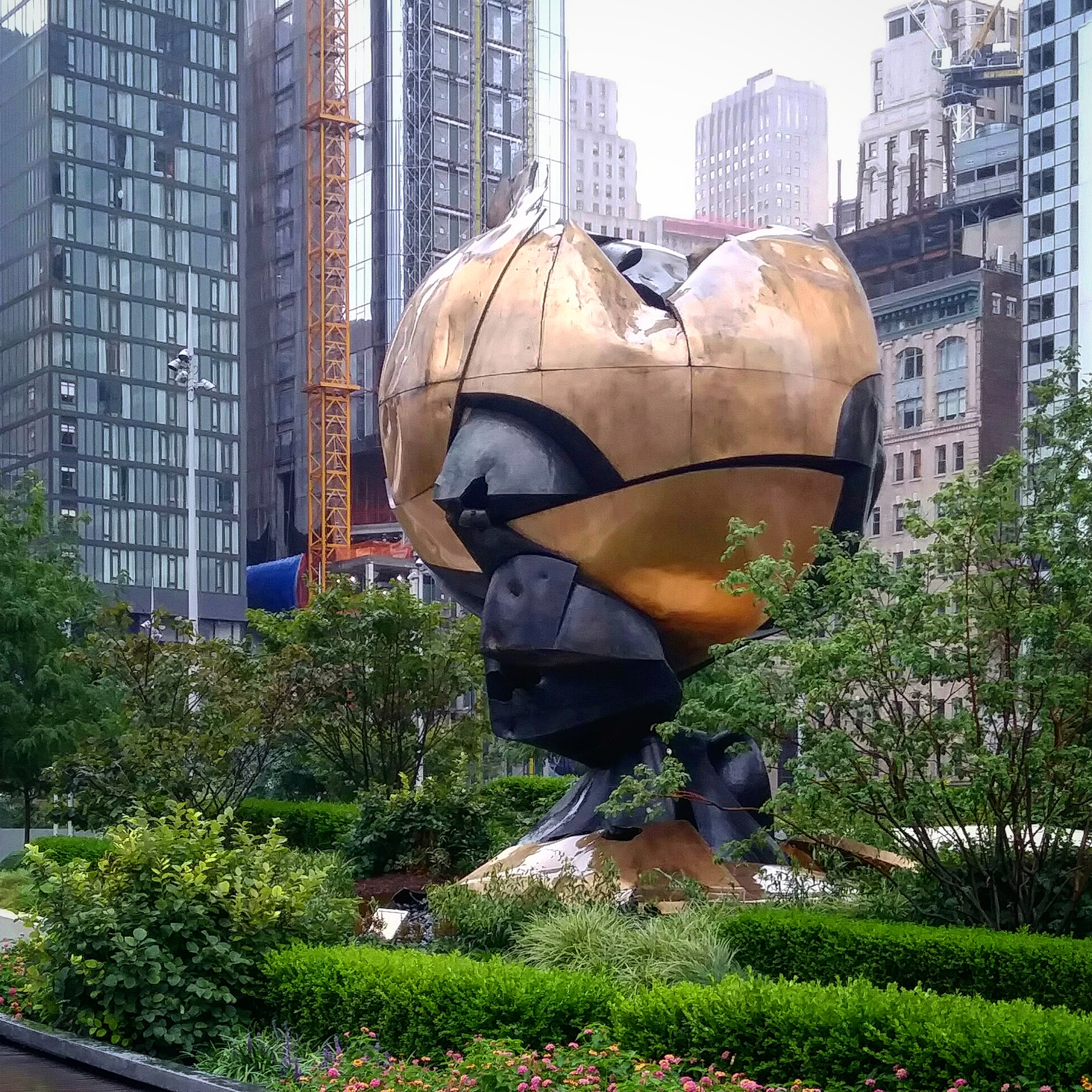
Skulptur The Sphere
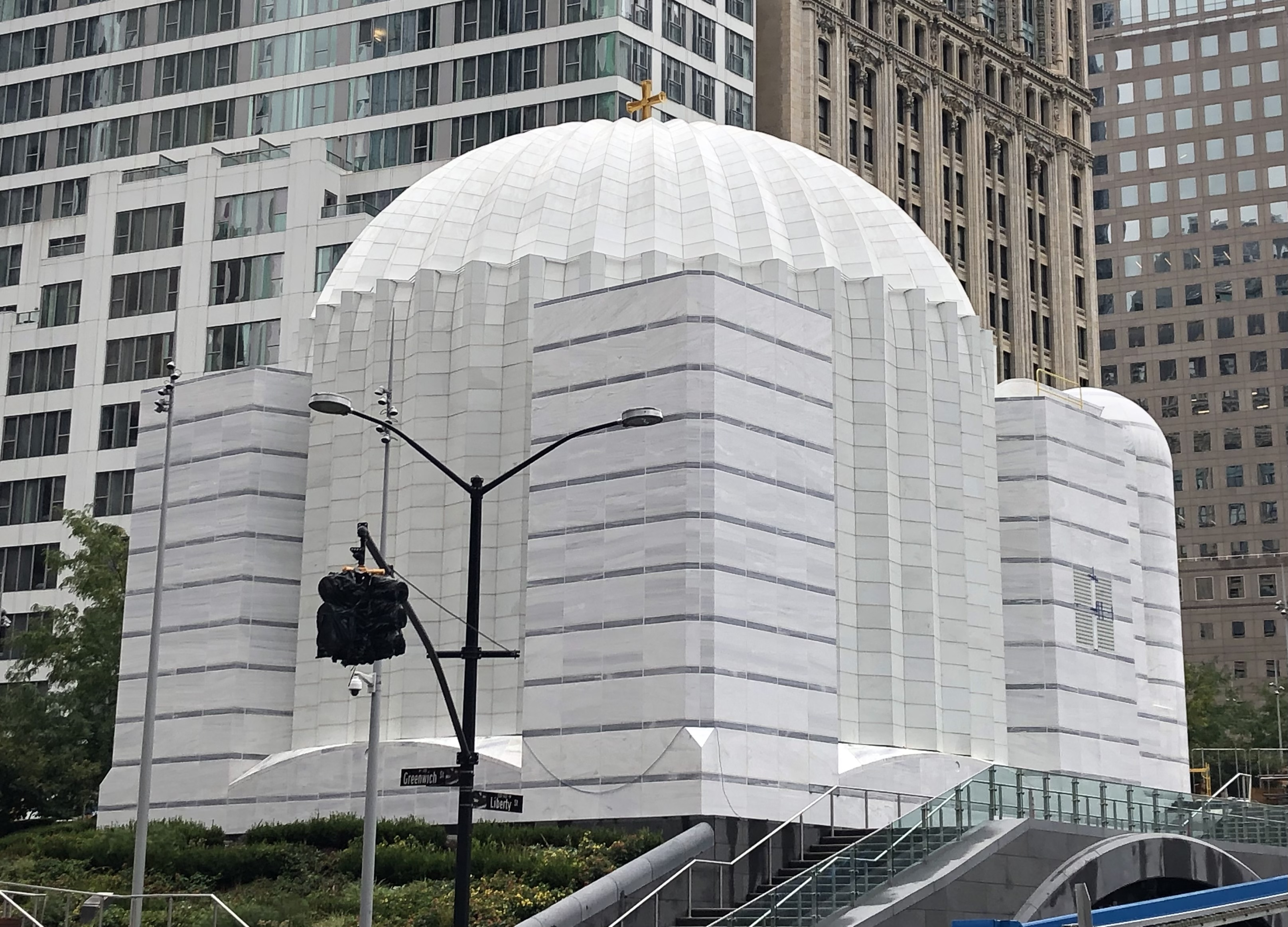
St. Nicholas Greek Orthodox Church
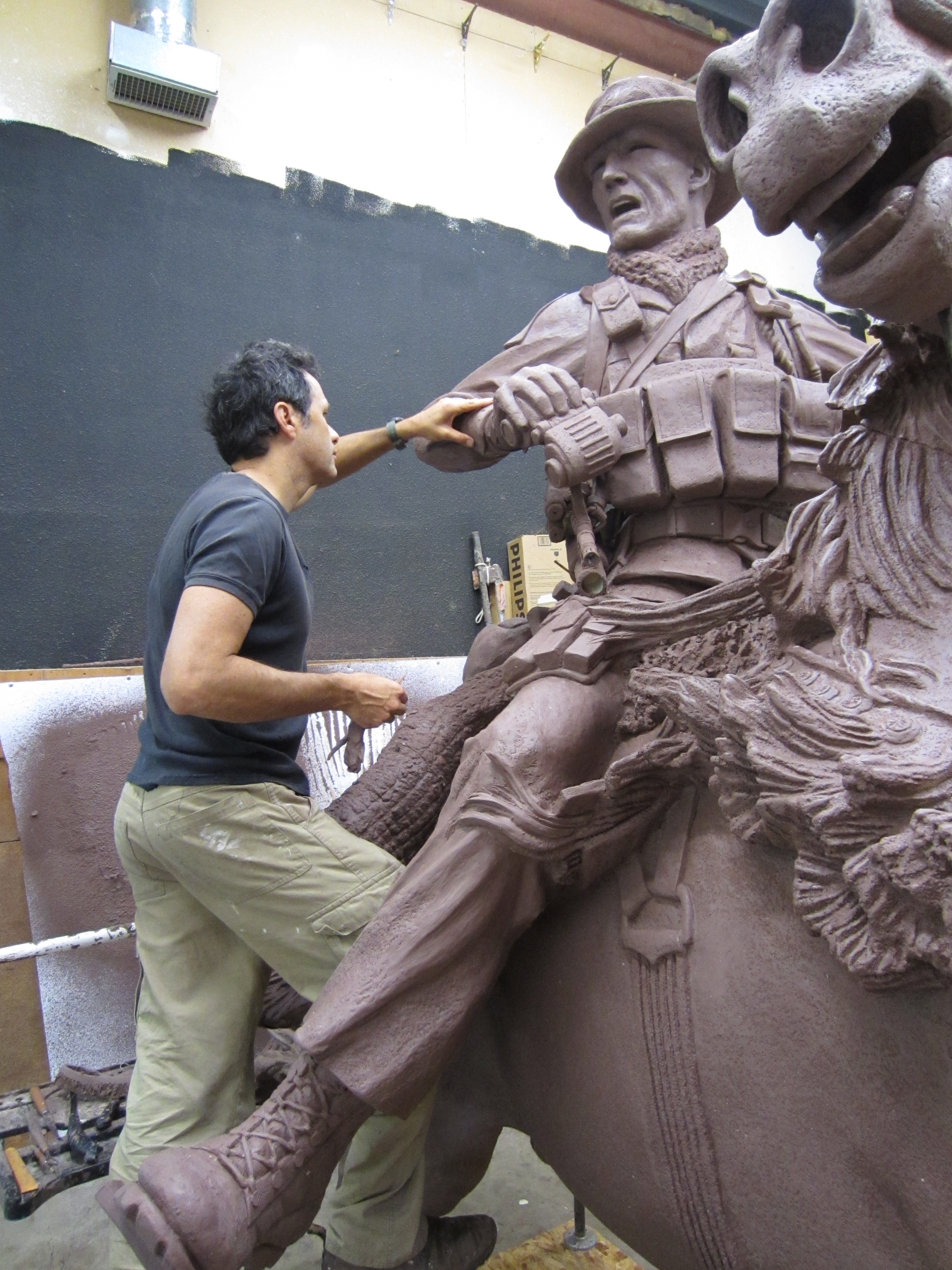
Douwe Blumberg bei der Arbeit an der Statue